# Alice in Borderland
Alice in Borderland (今際の国のアリス, Imawa no Kuni no Arisu) é um mangá de suspense japonês escrito e ilustrado por Haro Aso. Foi serializado na revista Shōnen Sunday S da Shogakukan de novembro de 2010 até março de 2015 e então mudou para Weekly Shōnen Sunday em abril de 2015 e terminou em março de 2016. Seus capítulos foram compilados em dezoito volumes tankōbon.
No Brasil, sua publicação foi confirmada pela Editora JBC durante o evento online JBC Festa no dia 19 de julho de 2022, foi lançado em 5 de outubro de 2023 seu primeiro volume. 
Alice in Borderland foi adaptada para uma OVA de 3 episódios, lançada de outubro de 2014 a fevereiro de 2015. Uma série live-action produzida pela Netflix e dirigida por Shinsuke Satō estreou mundialmente em dezembro de 2020.

## Personagens
Ryōhei Arisu (有栖 良平, Arisu Ryōhei)
Voz no OVA por: Yoshimasa Hosoya
Yuzuha Usagi (宇佐木 柚葉, Usagi Yuzuha)
Voz por: Minako Kotobuki
Daikichi Karube (苅部 大吉, Karibe Daikichi)
Voz por: Tatsuhisa Suzuki
Chōta Segawa (勢川 張太, Segawa Chōta)
Voz por: Tsubasa Yonaga
Saori Shibuki (紫吹 小織, Shibuki Saori)
Voz por: Maaya Sakamoto
Shuntarō Chishiya (苣屋 駿太郎, Chishiya Shuntarō)
Hikari Kuina (水鶏 光, Kuina Hikari)

## Mídia

### Mangá
Alice in Borderland foi escrita e ilustrada por Haro Aso. Foi serializado na revista Shōnen Sunday Super da Shogakukan de 25 de novembro de 2010 a 25 de março de 2015, e posteriormente movido para Weekly Shōnen Sunday em 8 de abril de 2015 e concluído em 2 de março de 2016. Shogakukan reuniu seus capítulos em dezoito volumes tankōbon, publicados de 18 de abril de 2011 a 18 de abril de 2016.

#### Spin-offs
Uma série Daiya no King (だいやのきんぐ, Daiya no Kingu) foi publicada na Weekly Shōnen Sunday de 15 de outubro de 2014 a 4 de fevereiro de 2015.
Outro spin-off, intitulado Alice on Border Road (今際の路のアリス, Imawa no Michi no Arisu), escrito por Aso e ilustrado por Takayoshi Kuroda, foi publicado no Monthly Sunday Gene-X da Shogakukan de 19 de agosto de 2015 até 19 de fevereiro de 2018. Shogakukan compilou seus capítulos em oito volumes de tankōbon, publicados de 18 de janeiro de 2016 a 19 de março de 2017.
Outra série, intitulada Alice in Borderland: Retry (今際の国のアリス RETRY, Imawa no Kuni no Arisu Retry), foi serializada no Weekly Shōnen Sunday de 14 de outubro de 2020 a 20 de janeiro de 2021. Shogakukan compilou seus capítulos em dois volumes tankōbon, lançados em 11 de dezembro de 2020 e 18 de fevereiro de 2021.

#### Lista de volumes
Alice in Borderland
| N.º | Data de lançamento japonês | ISBN japonês      |
| --- | -------------------------- | ----------------- |
| 1   | 18 de abril de 2011        | 978-4-09-122819-2 |
| 2   | 16 de setembro de 2011     | 978-4-09-123269-4 |
| 3   | 18 de janeiro de 2012      | 978-4-09-123444-5 |
| 4   | 18 de julho de 2012        | 978-4-09-123779-8 |
| 5   | 18 de outubro de 2012      | 978-4-09-123897-9 |
| 6   | 18 de janeiro de 2013      | 978-4-09-124171-9 |
| 7   | 17 de maio de 2013         | 978-4-09-124304-1 |
| 8   | 16 de agosto de 2013       | 978-4-09-124363-8 |
| 9   | 18 de dezembro de 2013     | 978-4-09-124514-4 |
| 10  | 18 de março de 2014        | 978-4-09-124580-9 |
| 11  | 18 de junho de 2014        | 978-4-09-124667-7 |
| 12  | 17 de outubro de 2014      | 978-4-09-125308-8 |
| 13  | 18 de outubro de 2014      | 978-4-09-125416-0 |
| 14  | 18 de fevereiro de 2015    | 978-4-09-125560-0 |
| 15  | 18 de maio de 2015         | 978-4-09-125837-3 |
| 16  | 18 de setembro de 2015     | 978-4-09-126206-6 |
| 17  | 18 de janeiro de 2016      | 978-4-09-126698-9 |
| 18  | 18 de abril de 2016        | 978-4-09-127097-9 |

Alice on Border Road
| N.º | Data de lançamento japonês | ISBN japonês      |
| --- | -------------------------- | ----------------- |
| 1   | 18 de janeiro de 2016      | 978-4-09-157431-2 |
| 2   | 18 de abril de 2016        | 978-4-09-157444-2 |
| 3   | 19 de agosto de 2016       | 978-4-09-157457-2 |
| 4   | 19 de janeiro de 2017      | 978-4-09-157471-8 |
| 5   | 19 de junho de 2017        | 978-4-09-157488-6 |
| 6   | 17 de novembro de 2017     | 978-4-09-157505-0 |
| 7   | 19 de janeiro de 2018      | 978-4-09-157510-4 |
| 8   | 19 de março de 2018        | 978-4-09-157516-6 |

Alice in Borderland: Retry
| N.º | Data de lançamento japonês | ISBN japonês      |
| --- | -------------------------- | ----------------- |
| 1   | 11 de dezembro de 2020     | 978-4-09-850365-0 |
| 2   | 18 de fevereiro de 2021    | 978-4-09-850388-9 |

### OVA
A série foi adaptada para uma animação em OVA de três episódios produzida por Silver Link e Connect, dirigida por Hideki Tachibana. O primeiro episódio OVA foi empacotado com a edição limitada do 12º volume do mangá lançado em 17 de outubro de 2014. O segundo episódio foi empacotado com a edição limitada do 13º volume do mangá lançado em 18 de novembro de 2014. Já o terceiro e último episódio OVA foi empacotado com a edição limitada do 14º volume do mangá lançado em 18 de fevereiro de 2015.

### Série live-action
Uma série de televisão live-action de 8 episódios, produzida pela Netflix e dirigida por Shinsuke Satō, estreou em 10 de dezembro de 2020 em mais de 190 países simultaneamente. É estrelado por Kento Yamazaki como Ryōhei Arisu e Tao Tsuchiya como Yuzuha Usagi. Em 24 de dezembro de 2020 uma segunda temporada foi anunciada e a terceira foi anunciada em setembro de 2023.

## Recepção
Em março de 2016, o mangá tinha 1,3 milhão de cópias em circulação. O volume 11 alcançou o 48º lugar nas paradas semanais de mangá da Oricon e, em 22 de junho de 2014, vendeu 21.496 cópias.